# ألفريدو موسكا
ألفريدو موسكا هو لاعب كرة قدم سويسري، ولد في 6 ديسمبر 1971.